# Game Gadget
Game Gadget fue una videoconsola portátil que reproduce juegos de código abierto también admite reproducción de música y videos, desarrollo de juegos abiertos  y lector de libros electrónicos .

## Historia

### Desarrollo
el diseño se produjo inicialmente en el Reino Unido y se utilizó software de código abierto para reducir lo más posible los costos de desarrollo. La fabricación se realizó fuera del Reino Unido.
La consola se lanzó el 30 de marzo del 2012.
la consola se lanzó el 5 de abril de 2012, a un precio lanzamiento del sistemta planeado de £ 99,99 libras esterlinas, aunque luego el precio se redujo rápidamente a un costo promedio de  £ 59,99 libras esterlinas y aquellos que pagaron compraron la consola con el precio anterior recibieron un reembolso de £ 40.  Al lanzarse el sistema, requería una  activación en línea la cual estaba incompleta, lo que generó problemas. Tras el lanzamiento, el sistema se transfirió de Blaze a Xploder.
para octubre de 2012 se había reportado la venta de 20.000 unidades de Game Gadget en todo el mundo.
Se planeó una versión mejorada Game Gadget 1.1, una versión más pequeña Game Gadget Pocket y un Game Gadget 2.0.
El Game Gadget fue reemplazado por la consola mejor recibida Evercade.

## Presupuesto

### Hardware
la consola incluía una CPU Ingenic JZ4750 con la arquitectura MIPS32 de doble núcleo  que tenía una velocidad  de 433 MHz. la memoria RAM era de 64 megabytes. El almacenamiento era de 2 GB de tipo flash interna y una tarjeta SD/SDHC para almacenamiento extraíble. no contaba con hardware de capacidades 3D. La pantalla era LCD de 3,5" pulgada con una resolución de 320x240  de colores de 16 bits, aunque el sistema se podía conectar a la televisión TV.  incluía altavoces estéreo, un minijack para auriculares y un puerto micro USB.  los botones contaba con un D-Pad, 2 botones superiores, 4 botones frontales y botones de Inicio y Selección.  Una batería de iones de litio  con una duración de aproximadamente 8 horas.
El sistema era relativamente portátil, aunque no especialmente ergonómico, medía  y pesaba unos 160 gramos (5,6 oz). Sólo estaba disponible en un color, blanco.

### Software
el sistema operativo basado en el kernel de Linux.  y ofrecían un SDK oficial gratuito para desarrollar juegos. Las tecnologías de desarrollo admitidas oficialmente incluían SDL, C, C++, Python 2.7, Ruby y Lua.
se lanzaron juegos de Sega Mega Drive con licencia oficial y se ejecutaban en una versión personalizada del emulador PicoDrive.  aunque la consola estaba pensada para el open source El sistema podría ejecutar software protegido por DRM en modo seguro, o si era open source  en un modo "Sandbox". Se contaba con una tienda para la distribución digital en la consola.
admitía la reproducción de música en varios códecs de audio, como lo son MP3, WMA, APE, FLAC, WAV, AC3, MOD, S3M, XM y RealAudio. El sistema incluía una aplicación de grabación de voz y radio que guardaba lo grabado en MP3 y WAV. El sistema incluye un visor de fotos  que admite formatos de archivos JPG, BMP, GIF y PNG. Una aplicación de lectura de texto incluida  admitía formatos de archivos de texto en formato TXT con soporte en inglés y chino, así como texto a voz en inglés. Otras funciones del lector de texto incluye marcadores, navegación automática, tamaño de fuente y puede usarse mientras se reproduce música.
Se lanzaron solo dos actualizaciones de firmware, V1.00 y v1.01.